# 龙潭乡 (元江县)
龙潭乡，是中华人民共和国云南省玉溪市元江哈尼族彝族傣族自治县下辖的一个乡镇级行政单位。

## 行政区划
龙潭乡下辖以下地区：
安龙社区、大哨村、水可莫村、邓耳村、它科垤村、邑甲冲村和阿乃村。